# Igreja Católica na Bósnia e Herzegovina
A Igreja Católica na Bósnia e Herzegovina faz parte da Igreja Católica universal, sob a orientação espiritual do Papa, da Cúria Romana e da Conferência Episcopal da Bósnia e Herzegovina.

## Descrição geral
Os fiéis católicos totalizam cerca de 442.000 pessoas em uma população de 4.498.976 habitantes (em 2006 ) da Bósnia e Herzegovina. A Igreja Católica tem 277 paróquias, 235 sacerdotes seculares, 347 homens e 522 mulheres consagrados à vida religiosa.
Em 2009, o mons. Pero Sudar, bispo auxiliar de Sarajevo, reportou que a Bósnia passa por um contínuo processo de islamização. Os católicos tiveram seu número muito reduzido no país nos últimos anos; de 850.000 antes da guerra de 1991-95, caiu para 442 mil hoje.
Sudar citou especialmente a Diocese de Banja Luka, onde a cifra de católicos caiu de 150.000 (antes da guerra) para 35.000. Os relatos são de que casas de católicos na região eram queimadas, e os moradores deixaram o lugar por medo de perder a vida.
O mesmo fenômeno ocorreu em Sarajevo, onde os católicos hoje são apenas 17 mil em cada 600.000 habitantes, ou seja, apenas 4%, enquanto que antes da guerra eram cerca de 15%.
De acordo com o bispo, os católicos são o único dos três componentes básicos da Federação da Bósnia e Herzegovina abandonados à própria sorte: "A Republika Srpska constrói igrejas ortodoxas, tendo uma política de identificação" . Os católicos, no entanto, durante a guerra de 1991-1995, "perderam uma grande quantidade de igrejas, que foram destruídas, queimadas, (...), muitos sacerdotes foram mortos."

## Organização territorial

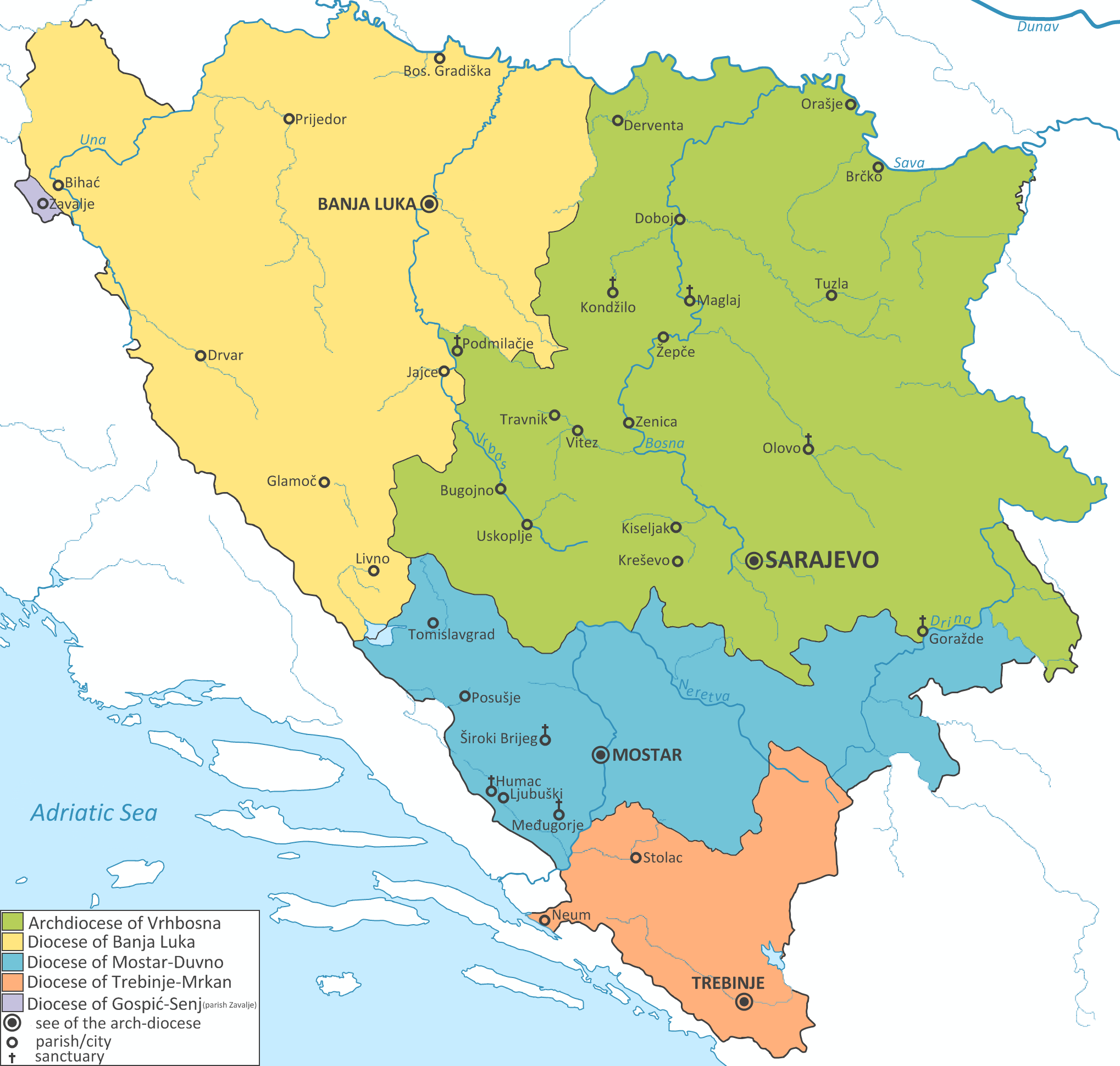
Mapa das dioceses católicas bósnias:
Arquidiocese de Sarajevo
Diocese de Banja Luka
Diocese de Mostar-Duvno
Diocese de Trebinje-Mrkan

- Arquidiocese de Sarajevo (fundada em 1067), que tem como sufragâneas:
  - Diocese de Banja Luka (1881)
  - Diocese de Mostar-Duvno (1300)
  - Diocese de Trebinje-Mrkan (1022)
  - Diocese de Skopje (na Macedônia do Norte)

- Ordinariato Militar da Bósnia e Herzegovina

## Nunciatura Apostólica
A Nunciatura Apostólica na Bósnia e Herzegovina foi fundada em 18 de agosto de 1992. A sede fica em Sarajevo, a capital da república.

## Conferência Episcopal

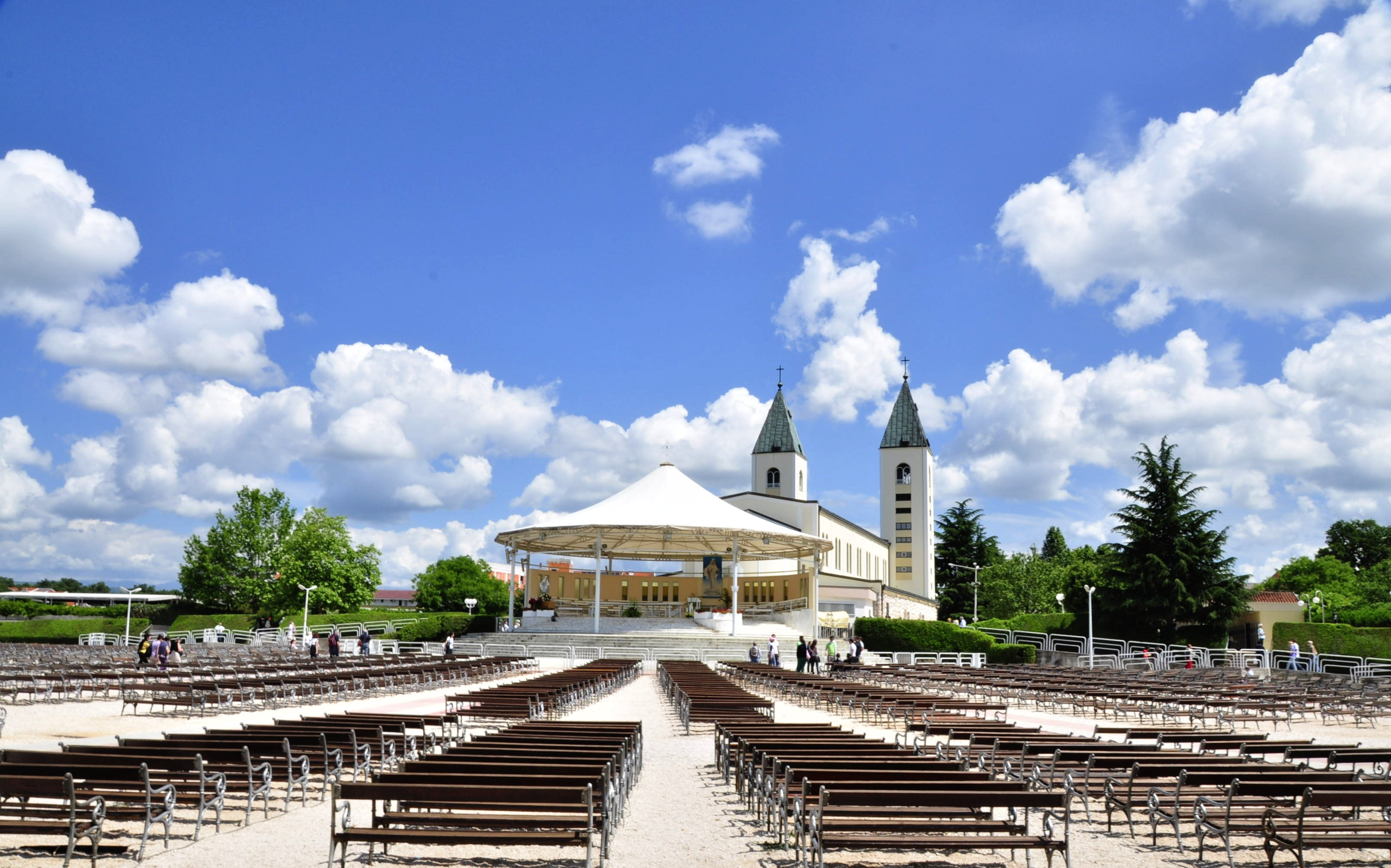
O Santuário de Međugorje

Lista de presidentes da Conferência:
- 1995 – 2002: Vinko Puljić
- 2002 – 2005: Franjo Komarica
- 2005 – 2010: Vinko Puljić
- 2010: Franjo Komarica